# Nada Jahjah
Nada Jahjah est une militaire syrienne, officier dans les Forces de défense nationale. Elle commande la force paramilitaire féminine des « Amazones de Syrie », qui collaborent avec l'armée loyaliste contre les forces rebelles.